# 猊鼻渓駅
猊鼻渓駅（げいびけいえき）は、岩手県一関市東山町長坂字町裏（まちうら）にある、東日本旅客鉄道（JR東日本）大船渡線の駅である。

## 歴史
- 1986年（昭和61年）11月1日：国鉄最後のダイヤ改正で開業[3]。請願駅[5]。
- 1987年（昭和62年）4月1日：国鉄分割民営化により、JR東日本の駅となる[6]。
- 2024年（令和6年）10月1日：えきねっとQチケのサービスを開始[1][7]。

## 駅構造
築堤上に単式ホーム1面1線を有する地上駅である。一ノ関駅管理の無人駅で、ホームに待合所がある。

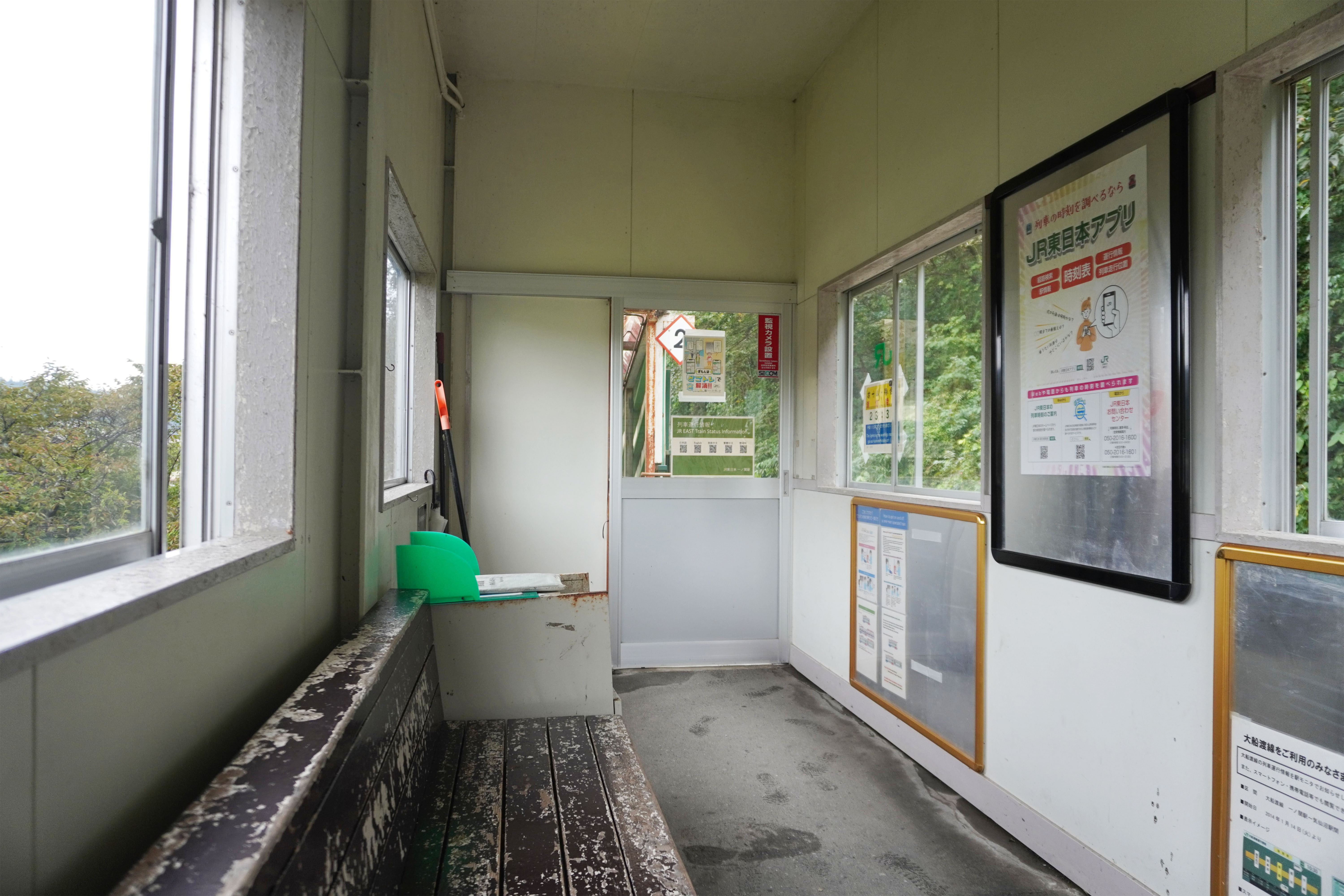
待合室（2023年10月）
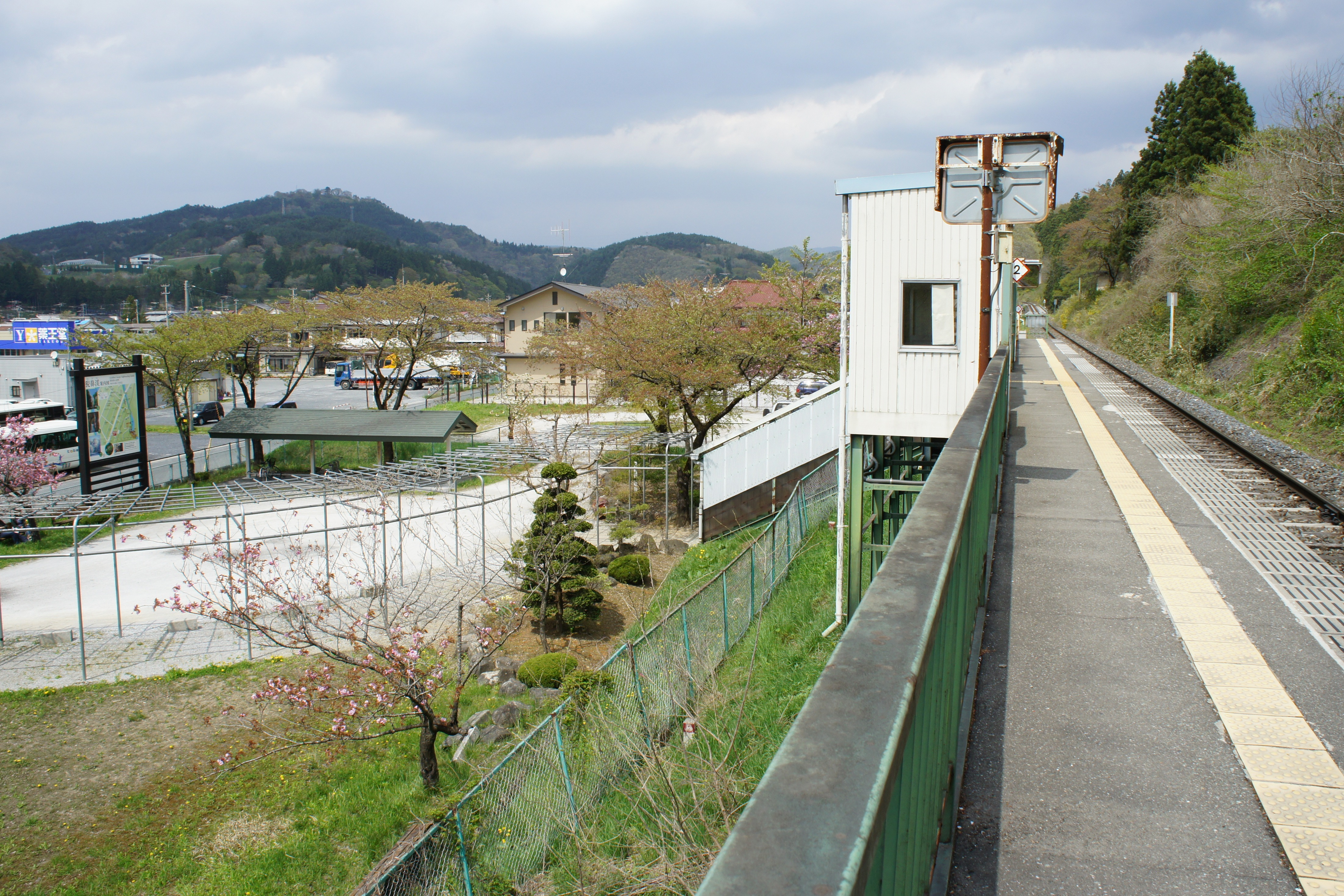
ホームと駅前（2011年5月）

## 駅周辺
旧東山町の中心街に近くに位置している。
- 岩手県道19号一関大東線
- 岩手県道106号前沢東山線
- 猊鼻渓[2]
- 一関市役所東山支所（旧・東山町役場）[2]
- 東山郵便局
- いわて平泉農業協同組合東山支店
- 宮沢賢治の碑（西本町・新山公園内）

## 隣の駅
東日本旅客鉄道（JR東日本）
■大船渡線
- 臨時快速「ポケモントレイン気仙沼号」停車駅

■普通
陸中松川駅 - 猊鼻渓駅 - 柴宿駅